# Malínky
Malínky är en ort i Tjeckien.   Den ligger i regionen Södra Mähren, i den östra delen av landet, 220 km sydost om huvudstaden Prag. Malínky ligger 255 meter över havet och antalet invånare är 146.
Terrängen runt Malínky är kuperad österut, men västerut är den platt. Malínky ligger nere i en dal. Runt Malínky är det ganska glesbefolkat, med 23 invånare per kvadratkilometer. Närmaste större samhälle är Vyškov, 17,6 km nordväst om Malínky. Trakten runt Malínky består till största delen av jordbruksmark.